# Berovo
Berovo (makedonski: Берово) je gradić u istočnoj Makedoniji u podnožju Maleševske planine. Sjedište je istoimene Općine Berovo koja ima oko 13 491 stanovnika.

## Zemljopisne osobine
Gradić Berovo udaljen je 160 km od Skopja, 47 km od Strumice i 52 km od Kočana.
Pored grada nalazi se izvor rijeke Bregalnica, taj vodotok se zove Ramna 
reka, Berovo se nalazi na nadmorskoj visini od 830-900 metara, i po svemu je planinski 
gradić. Povijesno je središte Maleševskog kraja (stočarskog kraja) poznatog po svom 
siru i drvodjeljeljama. Na udaljenosti od 7,1km od Berova prema Bugarskoj 
granici u Maleševskoj planini na Berovskoj reci izgrađena je zemljana brana i tako 
dobiveno umjetno Berovsko jezero. Ono služi za osiguranje pitke vode za obližnja 
naselja; Berovo, Pehčevo, Radoviš, ....

## Povijest
1621. – 1622. godine za Otomanskog carstva prvi put se spominje Berovo, u Maleševskom vilajetu kao naselje sa židovskim zaseokom i ukupno 55 džizija hane (kuća za porez, poreznih obveznika, domaćinstava).).
Na početku XIX st. Berovo je bilo selo s oko dvjesto kuća i malenom trošnom crkvicom. Zato su seljani odlučili sagraditi veću crkvu, tako su izgradili Crkvu Sv.Bogorodice od 1815. do 1818. godine po nacrtima Joakima Krčovskog. Ona je kasnije ostala crkva manastira  "Sv. Arhangel Mihail", koji je od 1848. godine ženski manastir.  
U selu Razlovci pored Berova, izbio je 1876. godine Razlovački ustanak ( Разловечко 
востание) ustanak makedonskog naroda protiv, na čelu ustanika bio je makedonski revolucionar Dimitar Pop-Georgijev Berovski iz Berova.
U Berovu je rođen Deda Iljo vojvoda (1805. – 1898.), makedonski hajduk, revolucionar i nacionalni junak.

## Gospodarstvo
Maleševski kraj poznat je ratarski(planinski krumpir) i stočarski kraj (ovce). U Berovu od 
industrijskih poduzeća rade Tvornica samoljepljivih traka Belema, konfekcija Dateks i 
rudnik ugljena Brik.

## Vanjske poveznice
- Službene stranice Berova
- Virtual Berovo Website